# Incisura ischiadica major
Incisura ischiadica major er et anteriort orienteret udskæring på den dorsale kant af hoftebenet, ved overgangen imellem sædeben og tarmben. Den er udspringspunkt for musculus gemellus inferior.
Dens åbning dorsalt aflukkes af ligamentum sacrospinale og de to danner tilsammen foramen ischiadicus major, som er en trekantet åbning hvorigennem kar, nerver og musculus piriformis passerer igennem.

## Referrencer
1. ↑  Bojsen-Møller, Finn (2014). Bevægeapparatets Anatomi (13 udgave). Munksgaard. ISBN 978-87-628-0900-0.